# Elezione papale del 1124
L'elezione papale del 1124 si svolse tra il 13 e il 15 dicembre 1124, in seguito alla morte di Callisto II. Dopo un iniziale contrasto tra due fazioni contrapposte, a sostegno dei candidati Teobaldo Boccapecora e Lamberto Scannabecchi, alla fine prevalse il secondo che assunse il nome pontificale di Onorio II.

## Svolgimento
Papa Callisto II morì il 13 dicembre 1124 e venne sepolto il giorno successivo nella Basilica del Laterano accanto alla tomba di Pasquale II. Inizialmente, la maggior parte dei cardinali sostenne l'elezione del cardinale Sasso, del titolo di Santo Stefano al Monte Celio. I cardinali abbandonarono poi tale candidatura e all'unanimità elessero il cardinale Teobaldo Boccapecora, del titolo di S. Anastasia, che prese il nome di Celestino II. 
Il nuovo papa era stato appena rivestito delle insegne pontificali, quando Roberto Frangipani e i suoi uomini armati fecero irruzione nella chiesa di S. Pancrazio al Laterano, dove si stava cantando un Te Deum per celebrare l'elezione. Frangipani impose l'elezione del cardinale Lamberto Scannabecchi, Can. Reg. di Sant'Agostino, vescovo di Ostia, decano del Sacro Collegio dei Cardinali, che aveva in precedenza sostenuto l'elezione di Celestino II. A Scannabecchi venne imposto il nome pontificale di Onorio II. 
Durante la lotta tra le due fazioni che ne seguì, Celestino II rimase gravemente ferito: il giorno successivo si dimise a favore di Papa Onorio II per evitare uno scisma. Onorio II accettò definitivamente il pontificato dopo che ebbe luogo una nuova elezione. Dal momento che Celestino II non venne consacrato o incoronato, il suo nome non compare nella lista dei papi, ma non dovrebbe essere considerato un antipapa, perché la sua elezione fu regolare e legittima.

## Lista dei partecipanti[3]

### Presenti in conclave
| Nome                                | Paese                       | Titolo                                                              | Ruolo | Nascita  | Concistoro |
| ----------------------------------- | --------------------------- | ------------------------------------------------------------------- | --- | -------- | ---------- |
| Lamberto Scannabecchi               | Stato Pontificio            | Cardinale vescovo di Ostia                                          | Decano del collegio cardinalizio | 1060     | 1099       |
| Crescenzio                          | Stato Pontificio            | Cardinale vescovo di Sabina                                         | |          | 24/05/1116 |
| Pietro Senex                        | Stato Pontificio            | Cardinale vescovo di Porto                                          | Vicario di Roma |          | 24/05/1116 |
| Vitale                              |                             | Cardinale vescovo di Albano                                         | |          | 1115       |
| Gilles de Toucy, O. Clun.           | Regno di Francia            | Cardinale vescovo di Frascati                                       | Legato apostolico in Ungheria e Polonia |          | 1115       |
| Guillaume Praenestinus              | Regno di Francia            | Cardinale vescovo di Palestrina                                     | Legato pontificio in Germania |          | 17/12/1122 |
| Bonifacio                           | Stato Pontificio            | Cardinale presbitero di San Marco                                   | Arciprete di Santa Romana Chiesa |          | 1114       |
| Benedetto                           | Stato Pontificio            | Cardinale presbitero di San Pietro in Vincoli                       | |          | 1077       |
| Gianroberto Capizucchi              | Stato Pontificio            | Cardinale presbitero di Santa Cecilia                               | | 1060 ca. | 1088       |
| Teobaldo                            | Stato Pontificio            | Cardinale presbitero dei santi Giovanni e Paolo                     | |          | 1117       |
| Errico, O.S.B.                      | Ducato di Puglia e Calabria | Cardinale diacono di San Teodoro                                    | Abate del Monastero di Mazzara |          | 1117       |
| Anastasio iuniore                   | Stato Pontificio            | Cardinale presbitero di San Clemente                                | Legato pontificio a Benevento |          | 1112       |
| Corrado della Suburra               | Stato Pontificio            | Cardinale presbitero di Santa Pudenziana                            | Abate di San Rufino in Avignone; eletto papa Anastasio IV nel 1153 | 1073     | 1113       |
| Gèrard                              | Regno di Francia            | Cardinale presbitero di Santa Prisca                                | Monaco del monastero di Palladio |          | 1115       |
| Gregorio                            | Stato Pontificio            | Cardinale presbitero di Santa Balbina                               | |          | 01/1120    |
| Desiderio                           | Regno di Francia            | Cardinale presbitero di Santa Prassede                              | |          | 1105       |
| Adeodato                            |                             | Cardinale presbitero di San Lorenzo in Damaso                       | Legato pontificio in Spagna |          | 1113       |
| Gregorio Albergati                  | Stato Pontificio            | Cardinale presbitero di San Lorenzo in Lucina                       | Legato pontificio a Milano |          | 1107       |
| Roberto                             | Stato Pontificio            | Cardinale presbitero di Sant’Eusebio                                | |          | 1114       |
| Sasso dei conti di Segni            | Stato Pontificio            | Cardinale presbitero di Santo Stefano al Monte Celio                | Segretario papale; Uditore del Sacro Palazzo | 1060 ca. | 1117       |
| Crescenzio, O.S.B.                  | Stato Pontificio            | Cardinale presbitero dei Santi Marcellino e Pietro                  | Segretario papale |          | 1112       |
| Pietro Gherardeschi                 | Repubblica di Pisa          | Cardinale presbitero di Santa Susanna                               | Segretario papale |          | 1112       |
| Sigizzone Bianchelli iuniore        |                             | Cardinale presbitero di San Sisto                                   | Vice-Cancelliere di Santa Romana Chiesa |          | 1117       |
| Amico                               | Stato Pontificio            | Cardinale presbitero dei Santi Nereo e Achilleo                     | Abate di San Vincenzo al Volturno |          | 1099       |
| Pierre de Fontaines                 | Regno di Francia            | Cardinale presbitero di San Marcello                                | Legato pontificio a Cluny | 1070 ca. | 01/1120    |
| Gregorio, O.S.B.                    | Stato Pontificio            | Cardinale diacono di Sant'Eustachio                                 | Priore del Monastero dei Ss. Gregorio e Andrea Clivi Scauri |          | 1099       |
| Gerardo Caccianemici dell'Orso      | Bologna                     | Cardinale presbitero di Santa Croce in Gerusalemme                  | eletto papa con il nome di Lucio II nel conclave del 1144 | 1085 ca. | 17/12/1122 |
| Pietro Cariaceno                    | Stato Pontificio            | Cardinale presbitero dei Santi Silvestro e Martino ai Monti         | |          | 17/12/1122 |
| Uberto Rossi Lanfranchi             | Repubblica di Pisa          | Cardinale diacono di Santa Maria in Via Lata                        | |          | 17/12/1122 |
| Gregorio Conti                      | Stato Pontificio            | Cardinale presbitero dei Santi XII Apostoli                         | | 1075 ca. | 1102       |
| Etienne de Bar                      | Regno di Francia            | Cardinale diacono di Santa Maria in Cosmedin; nipote di Callisto II | Arcivescovo di Metz | 1185     | 01/1120    |
| Teobaldo Boccapecora                | Stato Pontificio            | Cardinale presbitero di Sant'Anastasia                              | |          | 17/12/1122 |
| Gerardo Caetani                     | Ducato di Gaeta             | Cardinale diacono di Santa Lucia in Septisolio                      | Legato pontificio in Francia e Germania emerito |          | 1099       |
| Gregorio                            | Stato Pontificio            | Cardinale diacono dei Santi Vito e Modesto                          | |          | 12/1120    |
| Romano                              | Stato Pontificio            | Cardinale diacono di Santa Maria in Portico                         | |          | 1099       |
| Aymery de la Châtre                 | Ducato di Borgogna          | Cardinale diacono di Santa Maria della Scala                        | Canonico regolare della Congregazione del Santissimo Salvatore Lateranense | 1180 ca. | 12/1120    |
| Angelus                             |                             | Cardinale diacono di Santa Maria in Domnica                         | |          | 17/12/1122 |
| Roscemanno Sanseverino, O.S.B. Cas. | Ducato di Puglia e Calabria | Cardinale diacono di San Giorgio in Velabro                         | Rettore di Benevento |          | 1106       |
| Gregorio Tarquini                   | Stato Pontificio            | Cardinale diacono dei Santi Sergio e Bacco                          | |          | 17/12/1122 |
| Matteo                              | Repubblica di Pisa          | Cardinale diacono di Sant'Adriano                                   | |          | 17/12/1122 |
| Cosma                               | Ducato di Lombardia         | Cardinale diacono di Santa Maria in Aquiro                          | Legato pontificio in Germania; cardinale protodiacono |          | 1088       |
| Gregorio Papareschi                 | Stato Pontificio            | Cardinale diacono di Sant'Angelo in Pescheria                       | Canonico regolare della Basilica Lateranense; Abate del monastero dei Santi Nicola e Primitivo; Legato pontificio a Worms e in Francia; eletto papa con il nome di Innocenzo II nel conclave del 1130. | 1080 ca. | 24/05/1116 |
| Giovanni Dauferio, O.S.B. Cas.      | Ducato di Puglia e Calabria | Cardinale diacono di San Nicola in Carcere                          | |          | 17/12/1122 |
| Jonathas                            |                             | Cardinale diacono dei Santi Cosma e Damiano                         | |          | 12/1120    |
| Enrico Beccadelli, O.S.B.           | Contea di Sicilia           | Cardinale diacono di San Teodoro                                    | Abate di Santa Maria di Mazara |          | 1117       |

### Assenti in conclave
| Nome                            | Paese                       | Titolo                                       | Ruolo                          | Nascita  | Concistoro |
| ------------------------------- | --------------------------- | -------------------------------------------- | ------------------------------ | -------- | ---------- |
| Pietro Pierleoni, O.S.B. Clun.  | Stato Pontificio            | Cardinale diacono dei Santi Cosma e Damiano  | futuro antipapa Anacleto II    | 1090 ca. | 24/05/1116 |
| Giovanni da Crema               | Ducato di Lombardia         | Cardinale presbitero di San Crisogono        | Legato in Scozia e Inghilterra | 1070 ca. | 1117       |
| Oderisio di Sangro, O.S.B. Cas. | Ducato di Puglia e Calabria | Cardinale diacono di Sant'Agata alla Suburra | Abate di Montecassino          |          | 1111       |
| Romualdo I Guarna               | Stato Pontificio            | Cardinale diacono di Santa Maria in Via Lata | Arcivescovo di Salerno         | 1075 ca. | 1112       |